# Собінський район
Собінський район (рос. Собинский район) — адміністративна одиниця Росії, Владимирська область. До складу району входять 3 міських та 9 сільських поселень. Серед 198 населених пунктів 2 міста, 1 смт та 195 сільських населених пунктів.
Адміністративний центр — місто Собінка.

## Історія
6 травня 2005 року відповідно до Закону Владимирської області № 38-ОЗ район наділений статусом муніципального району, у складі якого утворені 3 міських та 9 сільських поселень.

## Населення
| 1929    | 1939    | 1959    | 1970    | 1979    | 1989    | 2002    |
| ------- | ------- | ------- | ------- | ------- | ------- | ------- |
| 44 922  | ↗68 477 | ↘49 357 | ↘26 549 | ↘25 422 | ↗25 549 | ↘24 864 |
| 2009    | 2010    | 2011    | 2012    | 2013    | 2014    | 2015    |
| ↗58 596 | ↗58 801 | ↘58 603 | ↘58 011 | ↘57 388 | ↘56 723 | ↘56 017 |
| 2016    | 2017    | 2018    |         |         |         |         |
| ↘55 289 | ↘54 687 | ↘53 628 |         |         |         |         |